# مزی اندراسی
مزی اندراسی (انگلیسی: Mezzi Andreossi; ۳۰ ژوئن ۱۸۹۷ – ۲۸ سپتامبر ۱۹۵۸) بازیکن هاکی روی یخ اهل سوئیس بود.